# Bedfordshire County Football League
De Befordshire County Football League is een Engelse voetbalcompetitie voor clubs uit de regio Bedfordshire. Sinds het seizoen 2014/15 bestaat de competitie uit vier divisies, waarvan de hoogste afdeling, de Premier Division, zich op het twaalfde niveau van de Engelse voetbalpiramide bevindt. De kampioen hiervan kan aanspraak maken op promotie naar de United Counties League Division One of de Spartan South Midlands League Division One.
De competitie kent voor iedere divisie een eigen bekertoernooi. De clubs in de Premier Division spelen voor de Britannia Cup, in Division One wordt gestreden om de Centenary Cup, in Division Two voor de Jubilee Cup, en het bekertoernooi in Division Three is de Watson Shield.

## Recente kampioenen
De algehele kampioenen van de competitie wonnen de Jubilee Challenge Cup tot 1993, toen deze beker werd opgeheven en vervangen door de Premier Cup.
| Seizoen | Premier Division | Division One | Division Two     | Division Three              | Division Four          | Division Five                    |
| ------- | ---------------- | ------------ | ---------------- | --------------------------- | ---------------------- | -------------------------------- |
| 2000/01 | Caldecote        | Campton      | Cranfield United | North Park Rangers Reserves | Blunham Village        | Bedford Sports Athletic Reserves |
| 2001/02 | Caldecote        | Elstow Abbey | Golden Lion      | Milton Keynes Wanderers     | Oakley Sports Reserves | Westoning Reserves               |

In 2002 werden Division Three, Division Four en Division Five samengevoegd tot twee nieuwe divisies, namelijk Associate Division One en Associate Division Two.
| Seizoen | Premier Division   | Division One             | Division Two               | Associate D1                     | Associate D2                  |
| ------- | ------------------ | ------------------------ | -------------------------- | -------------------------------- | ----------------------------- |
| 2002/03 | North Park Rangers | Golden Lion              | Flitwick Town              | Dunton Reserves                  | Meltis Sports                 |
| 2003/04 | Elstow Abbey       | Turvey                   | Biggleswade United 'A'     | Elstow Abbey Reserves            | Ickwell & Old Warden Reserves |
| 2004/05 | Caldecote          | Three Horseshoes Renhold | Denbigh Hall S&S Bletchley | Bedford Sports Athletic Reserves | Woburn Reserves               |
| 2005/06 | Caldecote          | Henlow                   | Marston Social             | Caldecote Reserves               | Exel United                   |

Na het seizoen 2005/06 werd de naam van de competitie veranderd in Bedfordshire Football League. Niet alleen de naam, maar ook de competitiestructuur ging op de schop. De twee reservedivisies, Associate Division One en Associate Division Two, werden nu hervormd tot de drie hoogste divisies, waardoor er drie divisies met 16 clubs en één divisie met 17 clubs ontstonden.
| Seizoen | Premier Division          | Division One              | Division Two                       | Division Three                |
| ------- | ------------------------- | ------------------------- | ---------------------------------- | ----------------------------- |
| 2006/07 | Westoning Recreation Club | Meltis Corinthians        | Westoning Recreation Club Reserves | Ickwell & Old Warden Reserves |
| 2007/08 | Campton                   | Bedford Sports Athletic   | Bedford College                    | Kings                         |
| 2008/09 | Caldecote                 | Westoning Recreation Club | Blunham Reserves                   | Leighton United               |

In 2009 volgde opnieuw een herstructurering. De naam veranderde in Bedfordshire County Football League en een Division Four werd toegevoegd. De Premier Division bestond nu uit 16 clubs, Division One tot en met Division Three uit 14 clubs en de nieuwe Division Four telde 13 clubs.
| Seizoen | Premier Division        | Division One         | Division Two                    | Division Three            | Division Four          |
| ------- | ----------------------- | -------------------- | ------------------------------- | ------------------------- | ---------------------- |
| 2009/10 | Blunham                 | Flitwick Town        | Potton Wanderers                | Queens Park Crescents     | Sharnbrook Reserves    |
| 2010/11 | Blunham                 | Bedford Hatters      | Lea Sports PSG                  | Sharnbrook Reserves       | AFC Turvey             |
| 2011/12 | Shefford Town & Campton | Ickwell & Old Warden | Elstow Abbey                    | Cranfield United Reserves | Bedford Park Rangers   |
| 2012/13 | Caldecote               | Leighton United      | Goldington                      | Westoning Reserves        | Bedford Panthers       |
| 2013/14 | AFC Oakley Sports M&DH  | AFC Turvey           | AFC Oakley Sports M&DH Reserves | Meltis Albion             | Meltis Albion Reserves |

De competitie bestaat vanaf de start van het seizoen 2014/15 uit 59 clubs die uitkomen in vier verschillende divisies: Premier Division, Division One, Division Two en Division Three.